# Eulalio Ferrer
Eulalio Ferrer Rodríguez, né à Santander le 26 février 1920 et mort le 24 mars 2009 à Mexico, est un chef d'entreprise, écrivain et philanthrope espagnol, exilé au Mexique à la suite de la guerre d'Espagne.